# Procopio (nome)
Procopio  è un nome proprio di persona italiano maschile.

## Varianti
- Femminili: Procopia[2]

### Varianti in altre lingue
- Basco: Prokopio
- Bulgaro: Прокопий (Prokopij)
- Catalano: Procopi
- Ceco: Prokop
- Francese: Procope
- Greco antico: Προκόπιος (Prokopios)[3][5]
- Greco moderno: Προκόπης (Prokopīs)[5]
- Latino: Procopius[1][3]
- Polacco: Prokop
- Portoghese: Procópio
- Russo: Прокопий (Prokopij)[5]
- Serbo: Прокопије (Prokopije)
- Spagnolo: Procopio
- Tedesco: Prokop
- Ungherese: Prokop

## Origine e diffusione
Deriva dal tardo nome greco Προκόπιος (Prokopios), basato probabilmente sul termine augurale προκοπη (prokope, "progresso", "successo" e anche "prosperità", "fortuna"). Ha quindi il medesimo significato del nome albanese Përparim.
Il nome si è diffuso principalmente grazie al culto di san Procopio di Scitopoli; in Italia gode oggi di scarsissima diffusione, ed è accentrato nelle provincie di Trapani e Palermo.

## Onomastico

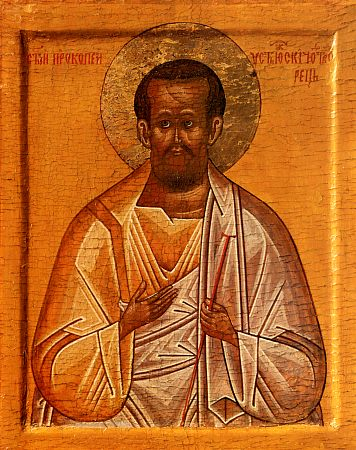
San Procopio di Ustjug

L'onomastico si può festeggiare in memoria di più santi, alle date seguenti:
- 27 febbraio, san Procopio, monaco assieme a san Basilio a Costantinopoli, imprigionato sotto Leone l'Isaurico[6][7]
- 1º marzo, san Procopio di Anversa, martire a Roma[8]
- 25 marzo o 4 luglio, san Procopio, eremita e abate nella valle del Sázava (Boemia)[6][9]
- 8 luglio, san Procopio di Scitopoli, martire a Cesarea marittima sotto Diocleziano[5][6][10]
- 8 luglio, san Procopio di Ustjug, "stolto in Cristo" e taumaturgo[6]

## Persone
- Procopio, usurpatore romano
- Procopio, generale e politico dell'Impero romano d'Oriente
- Antemio Procopio, imperatore romano
- Procopio Antemio, membro della dinastia trace dell'Impero romano
- Francesco Procopio dei Coltelli, cuoco italiano, inventore del gelato
- Procopio di Cesarea, storico e generale bizantino
- Procopio di Sázava, abate boemo
- Procopio di Scitopoli, santo romano
- Procopio di Ustjug, santo tedesco
- Procopio il Decapolita, monaco e santo bizantino
- Procopio Serpotta, scultore e decoratore italiano

### Varianti
- Procópio Cardoso, calciatore e allenatore di calcio brasiliano
- Prokopīs Paulopoulos, politico greco